# Francis Hunter
Francis "Frank" Townsend Hunter (Nova York, Estats Units, 28 de juny de 1894 − Palm Beach, Florida, Estats Units, 2 de desembre de 1981) fou un tennista estatunidenc, guanyador d'una medalla olímpica als Jocs Olímpics d'estiu de París 1924 en dobles masculins fent parella amb Vincent Richards.

## Biografia
Es va graduar a la Cornell University l'any 1916, on va ser capità de l'equip d'hoquei. Durant la Primera Guerra Mundial va servir com a tinent comandant en la Marina dels Estats Units d'Amèrica, i posteriorment fou assignat al vaixell insígnia de la Royal Navy, l'Almirall David Beatty. Posteriorment va escriure un llibre explicant les seves experiències servint sota les ordres de Beatty. Després de treballar en la indústria carbonífera i en l'edició de diaris, va fundar les destil·leries "21 Brands Inc." i "21 Brands Distillers" (1935).
Va participar en el Jocs Olímpics d'estiu de París 1924 però només en la prova de dobles masculins amb el seu compatriota Vincent Richards. Malgrat disputar-se a la capital francesa i contra tot pronòstic, van superar en semifinals i en la final als grans tennistes francesos dominadors del tennis durant la dècada del 1920, Jean Borotra i René Lacoste en semifinals, i Jacques Brugnon i Henri Cochet en la final.
A nivell individual va disputar tres finals de Grand Slam sense èxit, en canvi, en dobles també va disputar tres finals però va guanyar el títol en totes tres (Wimbledon i Obert dels Estats Units). En dobles mixtos va guanyar dues finals a Wimbledon i en va perdre dues més a París. Va esdevenir tennista professional l'any 1931 junt a Bill Tilden.
El 1954 es casà amb l'actiu Lisette Verea.

## Torneigs de Grand Slam

### Individual: 3 (0−3)
| Resultat  | Núm. | Any  | Campionat                   | Oponent       | Marcador                |
| --------- | ---- | ---- | --------------------------- | ------------- | ----------------------- |
| Finalista | 1.   | 1923 | Wimbledon                   | Bill Johnston | 0−6, 3−6, 1−6           |
| Finalista | 2.   | 1928 | U.S. National Championships | Henri Cochet  | 6−4, 4−6, 6−3, 5−7, 3−6 |
| Finalista | 3.   | 1929 | U.S. National Championships | Bill Tilden   | 6−3, 3−6, 6−4, 2−6, 4−6 |

### Dobles masculins: 3 (3−0)
| Resultat  | Núm. | Any  | Campionat                   | Parella          | Oponents                            | Marcador                 |
| --------- | ---- | ---- | --------------------------- | ---------------- | ----------------------------------- | ------------------------ |
| Guanyador | 1.   | 1924 | Wimbledon                   | Vincent Richards | Watson Washburn Richard N. Williams | 6−3, 3−6, 8−10, 8−6, 6−3 |
| Guanyador | 2.   | 1927 | Wimbledon                   | Bill Tilden      | Jacques Brugnon Henri Cochet        | 1−6, 4−6, 8−6, 6−3, 6−4  |
| Guanyador | 3.   | 1927 | U.S. National Championships | Bill Tilden      | Richard N. Williams Bill Johnston   | 10−8, 6−3, 6−3           |

### Dobles mixts: 4 (2−2)
| Resultat  | Núm. | Any  | Campionat                | Parella        | Oponents                               | Marcador      |
| --------- | ---- | ---- | ------------------------ | -------------- | -------------------------------------- | ------------- |
| Guanyador | 1.   | 1927 | Wimbledon                | Elizabeth Ryan | Kathleen McKane Godfree Leslie Godfree | 8−6, 6−0      |
| Finalista | 1.   | 1928 | Internationaux de France | Helen Wills    | Eileen Bennett Henri Cochet            | 6−3, 3−6, 3−6 |
| Finalista | 2.   | 1929 | Internationaux de France | Helen Wills    | Eileen Bennett Henri Cochet            | 3−6, 2−6      |
| Guanyador | 2.   | 1929 | Wimbledon                | Helen Wills    | Joan Fry Ian Collins                   | 6−1, 6−4      |

## Jocs Olímpics

### Dobles
| Any  | Campionat                    | Parella          | Oponents                     | Resultat      |
| ---- | ---------------------------- | ---------------- | ---------------------------- | ------------- |
| 1924 | Jocs Olímpics, París, França | Vincent Richards | Jacques Brugnon Henri Cochet | 4−6, 6−2, 6−3 |

## Palmarès

### Equips: 2 (0−2)
| Resultat  | Núm. | Data                       | Torneig                              | Superfície   | Equip                                         | Oponents                                               | Marcador |
| --------- | ---- | -------------------------- | ------------------------------------ | ------------ | --------------------------------------------- | ------------------------------------------------------ | -------- |
| Finalista | 1.   | 8 − 10 de setembre de 1927 | Copa Davis, Filadèlfia, Estats Units | Gespa        | Bill Johnston Bill Tilden Richard N. Williams | Jean Borotra Jacques Brugnon Henri Cochet René Lacoste | 2−3      |
| Finalista | 2.   | 27 − 29 de juliol de 1928  | Copa Davis, París, França (2)        | Terra batuda | John Hennessey George Lott Bill Tilden        | Jean Borotra Jacques Brugnon Henri Cochet René Lacoste | 1−4      |